# Potergosoma
Potergosoma – wymarły rodzaj chrząszczy z podrzędu wielożernych i rodziny podrywkowatych. Obejmuje tylko jeden wczesnokredowy gatunek, P. gratiosa, którego inkluzję znaleziono w bursztynie libańskim.

## Taksonomia
Rodzaj i jego gatunek typowy opisane zostały po raz pierwszy w 2013 roku przez Aleksieja Kowalewa i Aleksandra Kirejczuka na łamach czasopisma „Cretaceous Research”, w publikacji współautorstwa Dany’ego Azara. Opisu dokonano na podstawie pojedynczej inkluzji w bursztynie libańskim, datowanej na późny barrem lub wczesny apt w kredzie. Odnaleziono je w Mdejridż w okolicy Hammany w muhafazie Dżabal Lubnan w Libanie.

## Morfologia
Chrząszcz o wydłużonym, z wierzchu i od spodu wypukłym ciele długości 1,9 mm i szerokości 0,6 mm. Oskórek był ciemnobrązowy do czarniawego, jednolicie porośnięty krótkim, bardzo gęstym, półwzniesionym, żółtawym owłosieniem. 
Głowa cechowała się lekko zaznaczonym pośrodkowym żeberkiem biegnącym od przedniego brzegu czoła do potylicy, bardzo małymi oczami, wolną, krótką, półeliptyczną wargą górną oraz długimi i dość grubymi czułkami zbudowanymi z 11 członów, z których trzy ostatnie formowały podługowato-owalną buławkę.
Prawie półtorakrotnie szersze niż dłuższe przedplecze miało równomiernie łukowate brzegi boczne, daleko ku tyłowi wystające kąty tylne i krócej od nich ku tyłowi wysuniętą środkową część krawędzi tylnej. Wzdłuż sięgających przedniej krawędzi przedplecza bocznych żeberek znajdowały się mocne wciski, a kąty tylne miały dodatkowe żeberka sięgające do połowy długości przedplecza. Tarczka była niewielka, nieznacznie dłuższa niż szersza, zaokrąglona. Wydłużone, trzykrotnie dłuższe od przedplecza, u podstawy najszersze i ku szczytom równomiernie zwężone pokrywy miały wąskie, dobrze wgłębione, punktowane rzędy i niemal płaskie, drobniej i bardzo gęsto punktowane, z lekka pomarszczone międzyrzędy. Epipleury zwężały się do połowy długości pokryw. Na hypomerach leżały głębokie, faliste rowki do chowania czułków. Duże 
przedpiersie nie miało wypustki osłaniającej spód głowy na przedzie, natomiast w tyle było mocno wciśnięte. Śródpiersie było krótkie, a mezepisternity wąskie. Na zapiersiu widniały płytkie wgłębienia do chowania środkowej pary stóp. Biodra przednie i środkowe były owalne, tylne zaś wytwarzały wąskie płytki do zasłaniania ud. Golenie miały niezmodyfikowane wierzchołki, a stopy były smukłe.
Odwłok miał tylko płaskie wciski na trzech pierwszych spośród widocznych sternitów.